# Choux
Choux là một xã trong vùng hành chính Franche-Comté, thuộc tỉnh Jura, quận Saint-Claude, tổng Les Bouchoux. Tọa độ địa lý của xã là 46° 18' vĩ độ bắc, 05° 46' kinh độ đông. Choux nằm trên độ cao trung bình là 830 mét trên mực nước biển, có điểm thấp nhất là 580 mét và điểm cao nhất là 1015 mét. Xã có diện tích 8.29 km², dân số vào thời điểm 2005 là 143 người; mật độ dân số là 17 người/km².

## Thông tin nhân khẩu
| 1962 | 1968 | 1975 | 1982 | 1990 | 1999 |
| ---- | ---- | ---- | ---- | ---- | ---- |
| 103  | 121  | 90   | 81   | 135  | 118  |

## Địa điểm tham quan
Nhà thờ ngày nay của Choux được xây năm 1861 thay cho một nhà thờ trước đó từ thế kỉ thứ 16 cũng ở tại nơi đấy.